# Hlavní pošta v Bratislavě

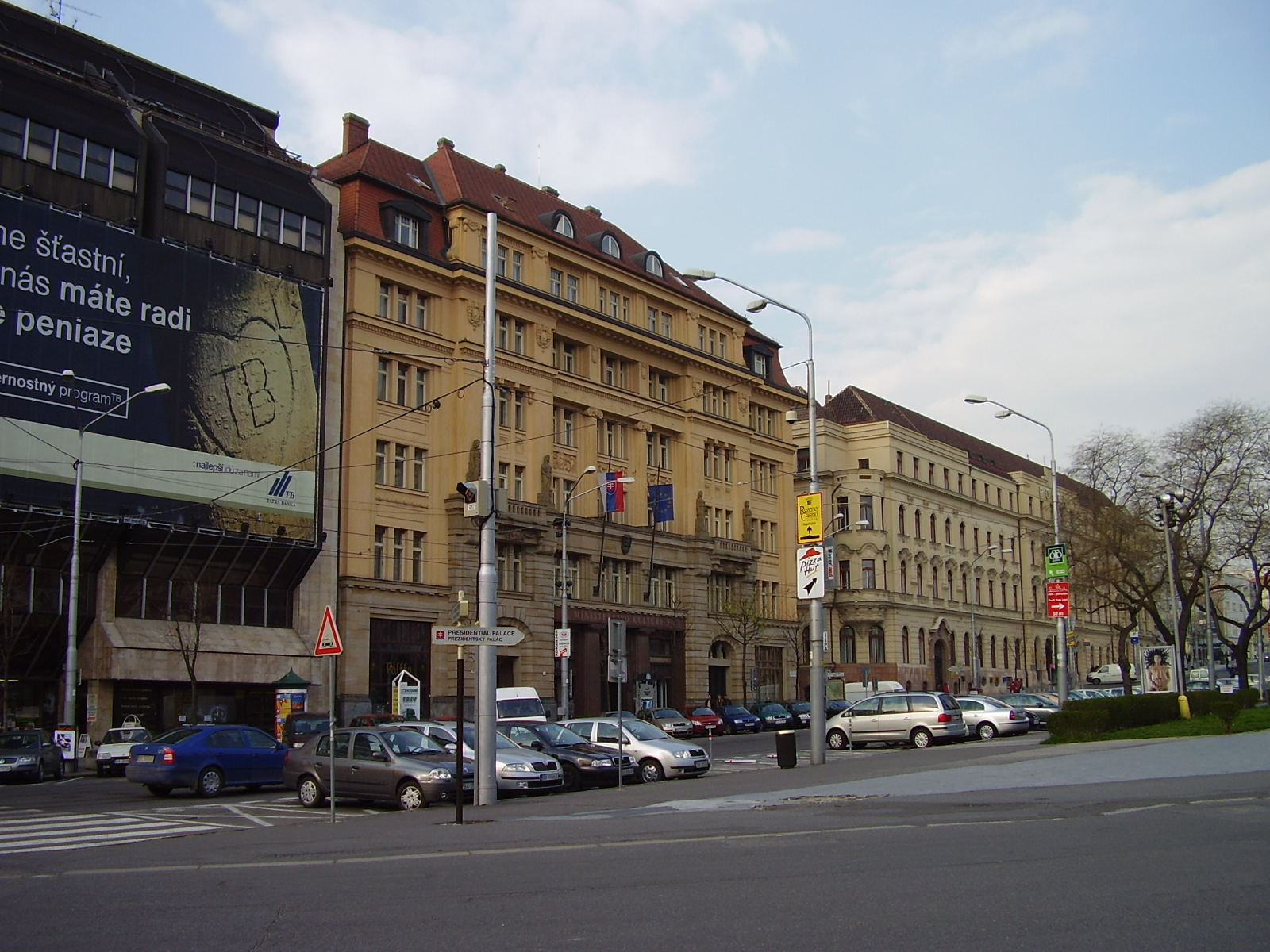
Obchodní dům Dunaj, Ministerstvo kultury a budova Hlavního pošty (Poštovní palác)

Budova Hlavní pošty se nachází v horní trojúhelníkové části Náměstí SNP v Bratislavě a je postavena v šikmém terénu se spádem až 5 %. Východní stranu budovy lemuje Uršulínská ulice, která ústí do náměstí SNP, jižní stranu lemuje Františkánská ulice. Hlavní průčelí budovy je orientované na sever.

## Dějiny výstavby
V roce 1778 bylo zbouráno městské opevnění a zasypán příkop. Na jeho místě u vyústění Uršulínské ulice a prostranství využívaného jako tržiště byl postaven pozdně barokní palác, který patřil původně Wachtlerům a později hrabatům Szapáryům. Od roku 1850 se stal sídlem Uherského královského poštovního ředitelství, i díky své výhodné poloze. 
První telefonní centrála v Prešpurku byla v jednom z bytů ve druhém patře domu na nároží Schöndorfské ulice (nyní Obchodní) a nynějšího Hurbanova náměstí. První telefonní centrála postupem času nevyhovovala narůstajícím podmínkám poštovních, telefonních a telegrafních služeb. Ze stejného důvodu byla téměř po půlstoletí začátkem 20. století nutná stavba nového poštovního paláce na místě paláce Wachtlerů. 

### Architektonická soutěž
Architektonická soutěž byla vypsána dvakrát a vítězem obou soutěží byl budapešťský architekt Gyula Pártos (původním jménem Puntzmann) (1845-1916), i přes významné konkurenty (např. Ödön Lechnera). Druhá soutěž byla vyhlášena v roce 1902 a stavět se začalo až v roce 1909. Nový poštovní palác byl dostavěn v roce 1912. V letech 1928 - 1930 byla realizována dostavba hlavní pošty - budova byla rozšířena o západní křídlo a čtvrté podlaží, což si vyžádalo likvidaci dalších dvou domů na Hurbanově náměstí. Fasáda přístavby, která měla více než 17 m, byla řešena jako pokračování původního Pártosova objektu. V roce 1996 vznikl projekt od P. Košťála a Ľ. Petříka, který se zrealizoval v roce 1998. Obsahem projektu byla adaptace podkrovních prostor, úprava hlavního schodiště, adaptace vnitřního nádvoří a překrytí, obnovení podzemního parkoviště a další podzemní podlaží.

## Hmotově prostorové řešení
Gyula Partos si zvolil historizující styl a navrhl budovu hlavní pošty s neobarokními a neorenesančními motivy. Tento styl se nazýval i třetí baroko. Budova má čtyři nadzemní podlaží, původně měla jen tři. V rámci budovy je výška jednotná s výjimkou dvou kupolí. Budova Hlavního pošty je podélná stavba s nepravidelným půdorysem a dvoupatrovým centrálním dvorem, který je výsledkem tvaru terénu (rozdíl až 6 m). Spodní dvůr má vjezd z Uršulínské ulice a sloužil jako parkoviště pro poštovní doručovatele. Horní dvůr má vjezd z náměstí SNP. Na rohu náměstí a Uršulínské ulice se nachází výrazný architektonický prvek - nárožní arkýř.

## Interiér

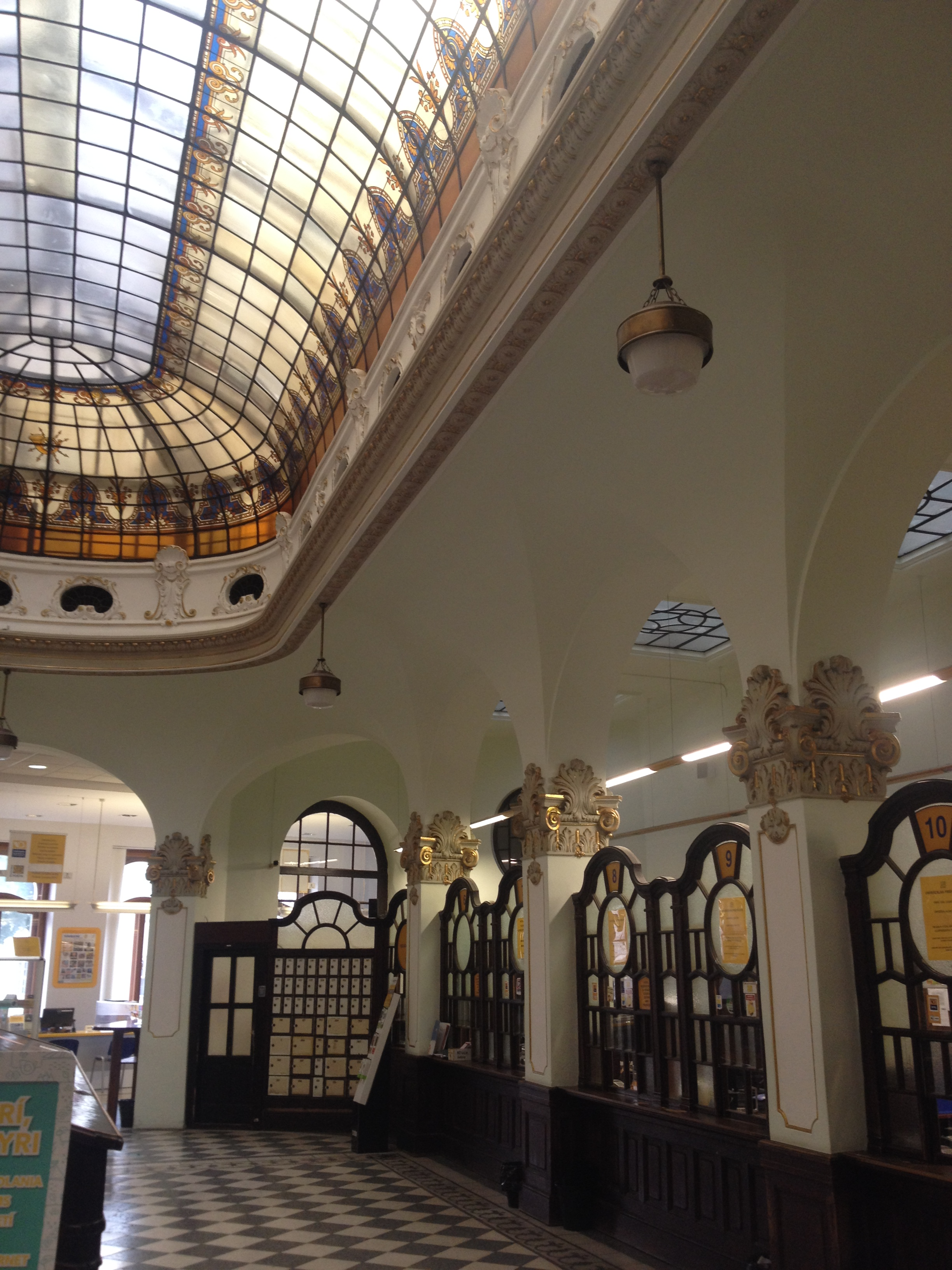
Poštovní palác, Hlavní podací hala

Nejvýznamnější místností a jedním z nejkrásnějších interiérů té doby v Bratislavě byla přepážková hala. Hlavní podací hala byla situována v jihovýchodní části budovy se samostatným vstupem z náměstí. Hala je ohraničena přihrádkami po obvodu a ve středu s rozměrným psacím pultem, nad kterým se nachází elipsovitá skleněná kupole s barevnými malovanými emblémy poštovnictví. Budova spolu s halou patří do seznamu kulturních památek, proto se podle zákona o ochraně památkového fondu dbá na původní vzhled místností. V hale, která byla nedávno obnovena, se zachovala bohatá neobaroková výzdoba.